# Jack Karnehm
Jack Karnehm (* 18. Juni 1917 in Tufnell Park, London; † 28. Juli 2002) war ein englischer Billardkommentator und English-Billiards- und Snookerspieler. Jahrelang einer der führenden Billardkommentatoren der BBC, feierte er auch einige Erfolge als Spieler, darunter der Gewinn der English Amateur Billiards Championship und der English-Billiards-Amateurweltmeisterschaft 1969 und der UK Championship im English Billiards 1980.

## Karriere
Karnehms Vater war von Geburt her ein Baron, der aus der Tschechoslowakei geflohen war. Geboren im Norden von London, machte Karnehm zunächst eine fünfjährige Ausbildung zum Brillenhersteller. Danach stieg er ins entsprechende Familiengeschäft ein. Berühmt wurde seine Anfertigung einer überdimensionalen Brille für Dennis Taylor, die das gesamte Sichtfeld abdeckte und damit dem Spieler eine besseres und weitgehend uneingeschränktes Sehen ermöglichte. Karnehm adaptierte dabei ein Modell, das Brillenmacher Theodore Hamblin für Fred Davis hergestellt hatte. Taylor gewann mit Karnehms Brille die Snookerweltmeisterschaft 1985, wodurch Karnehms Brillendesign unter Snookerspielern zu einer gefragten Hilfe wurde. Karnehm selbst arbeitete während des Zweiten Weltkriegs als Instrumentenbauer. Derweil begann er, English Billiards zu spielen, und trainierte unter anderem zusammen mit Tom Newman. Nach Ende des Kriegs wurde er einer der führenden britischen Amateure im English Billiards und gewann insgesamt zehn Mal die Londoner Meisterschaft. Ebenso gehörte Karnehm auch zu den besseren Snookerspielern. So nahm er bis 1963 mehrfach an der English Amateur Championship im Snooker teil, schied aber jedes Mal noch in der Qualifikation aus.
Mehr Erfolg hatte Karnehm beim English-Billiards-Pendant, bei denen er immerhin ins Halbfinale kam. Ab 1968 war er auch Vorsitzender des Billiards Association and Control Council, damals der führende Verband für English Billiards und einer der wichtigsten im Snooker. In derselben Zeit erzielte er in einem Trainingsspiel 1128 Punkte in einer Aufnahme. Recht überraschend triumphierte er aber 1969 mit dem Gewinn der Meisterschaft. Im selben Jahr gewann er auch die Amateurweltmeisterschaft, wodurch er 1970 Profispieler wurde. Zeitgleich trat er beim BA&CC von seinem Posten zurück. Kurz danach nannte sich der Verband in Billiards and Snooker Control Council um, geriet aber immer mehr in Bedrängnis ob des Aufstieges der World Professional Billiards & Snooker Association. Das BASCC veranstaltete Anfang der 1970er-Jahre kurzzeitig eine professionelle Weltmeisterschaft im English Billiards, bei der Karnehm einmal Leslie Driffield um den Weltmeistertitel herausforderte und verlor. Anschließend trat er aus dem BASCC aus und wechselte zur WPBSA, die ebenfalls eine English-Billiards-Weltmeisterschaft veranstalte (die BASCC-WM wird heutzutage ebenfalls zu dieser gerechnet). Ebenfalls zu jener Zeit auf Herausforderungsbasis aufgelegt, forderte Karnehm den WPBSA-Weltmeister Rex Williams um den WM-Titel heraus, verlor aber auch hier.
Zu dieser Zeit verdiente Karnehm seinen Lebensunterhalt unter anderem als Tischler und Billardtrainer. Als solcher trainierte er unter anderem Mike Russell. Zudem war er Cheftrainer des englischen Verbandes, und initiierte eine nationale Förderung für das Training von Snooker und English Billiards. Darüber hinaus veröffentlichte er auch mehrere Bücher. Insgesamt blieb ihm aber kaum Zeit zum Trainieren, was seine Form negativ beeinflusste. So trat Karnehm zwischen 1973 und 1982 auch mehrfach als professioneller Snookerspieler in Erscheinung, doch als solcher konnte er nie auch nur ein einziges Spiel gewinnen, regelmäßig verlor er sogar per Whitewash. Mehr Erfolg hatte er im English Billiards, wo er auch 1980 die UK Championship gewann und ein Jahr später immerhin das Finale erreichte. Als Spieler trat er unter anderem auf mehreren auf DVD veröffentlichten Lehrvideos zusammen mit John Pulman auf. In einem solchen Lehrvideo behauptete Karnehm, er würde stets eine Aufnahme von 500 Punkten am Stück vor dem Frühstück spielen, worauf Pulman konterte, dass Karnehm auch nie vor dem frühen Nachmittag zum Frühstück komme. Seit 1978 arbeitete er zudem als TV-Kommentator für die BBC. Da Spiele im recht unbekannten English Billiards so gut wie gar nicht übertragen wurden, war Karnehms Einsatzgebiet vor allem der Snookersport. Diesen soll er aber laut John Virgo gehasst haben. So kommentierte er aber unter anderem das Achtelfinalspiel zwischen Terry Griffiths und Cliff Thorburn bei der Snookerweltmeisterschaft 1983, in dem Thorburn das erste Maximum Break der Turniergeschichte spielte. Bekannt wurden Karnehms Worte vor dem finalen Stoß „Good luck, mate“. 1993 beendete er diese Tätigkeit. Karnehms Stil als Kommentator war typisch für die 1980er-Jahre und zeichnete sich insbesondere durch einen ruhigen Stil mit vergleichsweise wenigen Kommentaren aus.
Ende der 1990er-Jahre veröffentlichte Karnehm eine Serie von Artikeln über verschiedene Spieltechniken in der englischen Fachzeitschrift The Amateur Billiards Player. Zudem war er Präsident einer Billardliga in Radstock. Karnehm starb Ende Juli 2002 im Alter von 85 Jahren nach einem Herzinfarkt, den er erlitten hatte, als er gerade Gartenarbeit an seinem Haus in Crowthorne verrichtete. Er hinterließ seine Frau, mit der er seit 1939 verheiratet war, und einen Sohn.

## Erfolge im English Billiards
| Ausgang         | Jahr | Turnier                                     | Finalgegner         | Ergebnis     |
| --------------- | ---- | ------------------------------------------- | ------------------- | ------------ |
| Amateurturniere |      |                                             |                     |              |
| Sieger          | 1969 | English Amateur Billiards Championship      | Mark Wildman        | 3722:2881    |
| Sieger          | 1969 | Amateur-Weltmeisterschaft                   | ( Michael Ferreira) | Gruppenphase |
| Profiturniere   |      |                                             |                     |              |
| Zweiter         | 1971 | English-Billiards-Weltmeisterschaft (BASCC) | Leslie Driffield    | 4342:9029    |
| Zweiter         | 1973 | English-Billiards-Weltmeisterschaft (WPBSA) | Rex Williams        | 4336:8360    |
| Sieger          | 1980 | UK Championship                             | Rex Williams        | 2518:2423    |
| Zweiter         | 1981 | UK Championship                             | Rex Williams        | 1112:1592    |

## Veröffentlichungen
- Jack Karnehm: Billiards and Snooker. Pelham Books, London 1973, ISBN 0-7207-0360-3 (erschien in insgesamt fünf Auflagen – die fünfte im Jahr 1979 –, inklusive eines Vorwortes von John Savile, 7. Earl of Mexborough).
- Jack Karnehm: Understanding Billiards and Snooker. Pelham Books, London 1976, ISBN 0-7207-0860-5 (1983 erschien eine zweite Auflage, die zwei weitere Male nachgedruckt wurde).
- Jack Karnehm, John Carty: World Snooker with Jack Karnehm. Pelham Books, London 1981, ISBN 0-7207-1328-5.
- Jack Karnehm, John Carty: World Snooker with Jack Karnehm No. 2. Pelham Books, London 1982, ISBN 0-7207-1398-6.
- Artikelserie im The Billiards Amateur Player (Ende der 1990er)